# Feliciano Casanovas Arribas
Feliciano Casanovas Arribas és un exfutbolista eivissenc, nascut el 30 de novembre de 1965. Ocupava la posició de defensa. Va destacar a les files del Cadis CF, amb qui jugaria 11 partits de primera divisió a la temporada 92/93. A l'any següent, a Segona, hi disputaria 18 més amb els andalusos. També hi militaria al Llevant UE, en aquella època a Segona B.